# Concordia Merrel
Concordia Merrel (née Mary Phyllis Joan Logan, le 9 septembre 1886 et morte le 18 mai 1962) est une auteure de romans sentimentaux, actrice de théâtre et du cinéma muet et modèle photographique britannique.

## Biographie

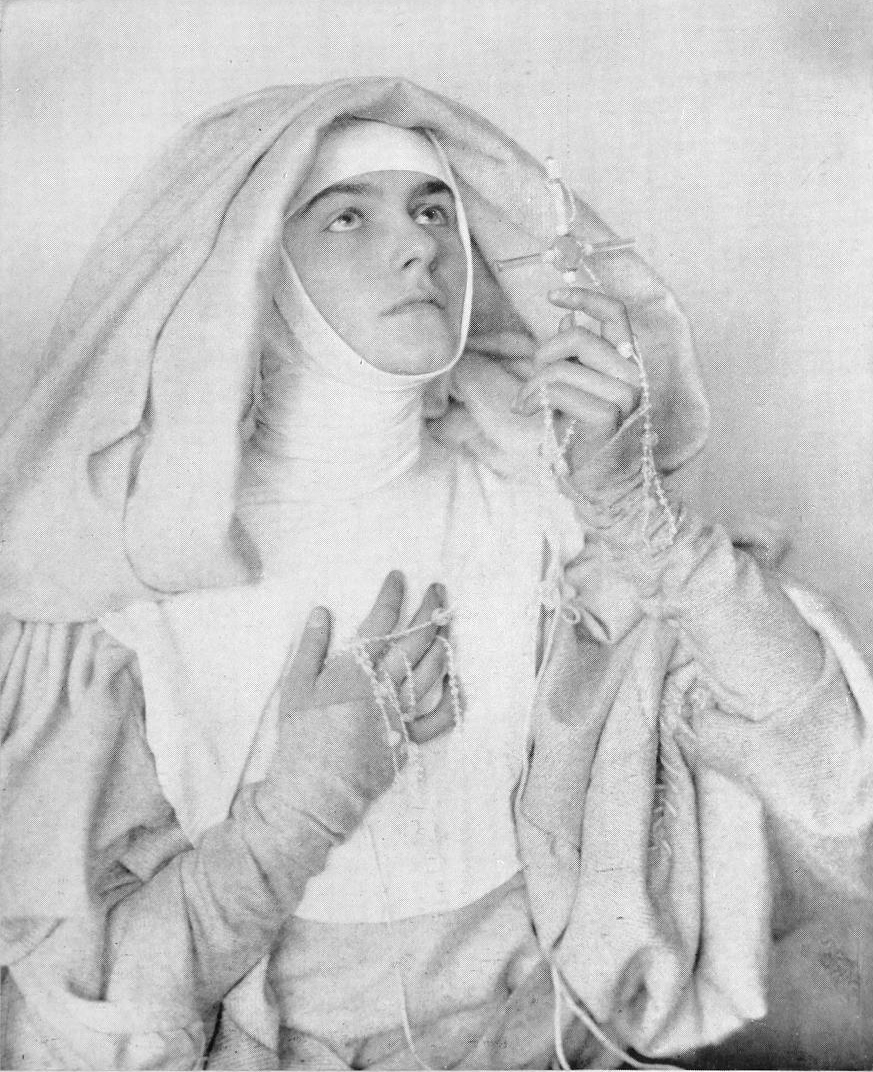
Concordia Merrel, en Isabella de Mesure pour mesure de Shakespeare, photographiée par Cavendish Morton en 1909.

Mary Phyllis Joan Logan, née le 9 septembre 1886 à Visakhapatnam, Andhra Pradesh, (Raj britannique), est le quatrième enfant de Thomas Tweddle Logan (1855–1936), proviseur du Bellary College en 1880 à Madras (sud de l'Inde) puis inspecteur des écoles de l'Indian Educational Service (en), et de Beatrice Maude Pattenden (1860–1938). En 1891, Beatrice Logan, souffrant de problèmes de santé, retourne en Angleterre avec ses enfants, tandis que son mari choisit de rester en Inde. Le couple divorce en 1899 à la suite d'une relation extraconjugale de Beatrice Logan.
En 1907, Mary Phyllis Joan Logan épouse l'acteur Franklin Dyall, avec qui elle a un fils nommé Valentine Dyall (1908-1985). Elle quitte son mari vers 1910 après avoir entamé une liaison avec l'acteur et photographe Cavendish Morton. Un an plus tard, elle donne naissance aux jumeaux Cavendish et Concord Morton. Le couple mène une vie de nomade pendant quelque temps puis s'établit à Bembridge, un village de l'Île de Wight, où ils enseignent eux-mêmes à leurs enfants à domicile, en mettant l'accent sur les Arts,,.
Dans sa jeunesse, elle joue les modèles pour les photographes et devient en 1910 la « Kodak Girl » sur un poster tiré d’une photographie prise par Morton, dans une campagne publicitaire pour la société Kodak. En 1913, elle interprète le rôle de Mrs. Leighton dans la pièce de théâtre The Cormorant, en compagnie de Cavendish Morton, et celui de Giulia Verlaine dans Greater Love Than This! au Little Theatre à Londres. Ses rôles au cinéma se limitent à ceux de Pauline dans A Smart Set (en) (1919), Joan dans The Lost Chord (en) (1917), Margaret dans Ave Maria (1918) et Mrs. Fleeter dans My Sweetheart (en) (1918),.
Elle divorce de Franklin Dyall en 1929, pour qu'il puisse épouser Mary Merrall (en), et se remarie en 1935 avec Cavendish Morton. Ils restent unis jusqu'à la mort de Morton survenue en 1939. Elle commence à écrire des romans d'amour durant les années 1920 et publie le dernier en 1956. Traduits dans au moins quatre langues, ils sont réédités jusqu’en 1999.
Concordia Merrel meurt le 18 mai 1962 à Eye (Suffolk) en Angleterre. Dans son testament, elle laisse 739 livres sterling et 6 shillings à ses fils Concord et Cavendish Morton.

## Œuvre
(Liste non-exhaustive)
- Le Phare s'allume, 1946 ((en) Julia takes her chance, 1920)
- L'Amour balance, 1946 ((en) Love courageous, 1922)
- L'Amour enchaîné, 1930 ((en) Heart's Journey, 1924)
- L'Ombre sur le bonheur, 1949 ((en) Married for Money, 1925)
- En dernier recours !, 1949 ((en) Ordeal by Marriage, 1925)
- Étrange mariage, 1931 ((en) The girl with no name, 1925)
- Un miracle d'amour, 1932 ((en) The Fanshawe Family, 1925)
- Par un long détour..., 1936 ((en) Jacqueline and Love, 1925)
- D'un coup d'aile, 1941 ((en) Ragged Robin, 1925)

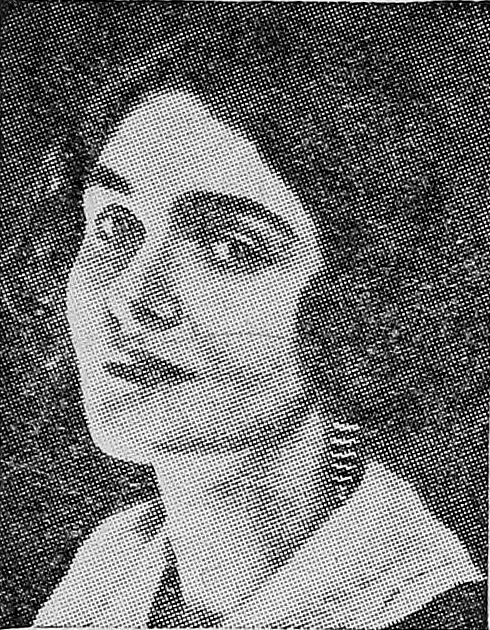
Concordia Merrel vers 1921.

- Les deux fiancés de Lisbeth, 1937 ((en) Two Men and Sally, 1926)
- Le Collier brisé, 1933 ((en) John Gresham's Girl, 1926)
- Diane et l'Amour, 1935 ((en) Love-and Diana, 1926)
- C'est toi que je cherchais, 1935 ((en) The Seventh Miss Brown, 1927)
- L'amour trébuche !, 1939 ((en) The Marriage of Ann, 1927)
- Ni amour, ni maître, 1948 ((en) The Unconquerable Girl, 1927)
- Le Marchand de miracles, 1934 ((en) The Miracle Merchant, 1928)
- L'Impitoyable, 1952 ((en) The Man without mercy, 1929)
- A la poursuite du bonheur, 1946 ((en) His Lucky Star, 1929)
- Marjorie chez les stars, 1939 ((en) Sally among the Stars, 1930)
- L'Amour l'emporte, 1950 ((en) The Shadow of Red Mason, 1930)
- Ma bonne étoile, 1935 ((en) The Cads' Party, 1931)
- Option d'amour, 1945 ((en) Consequences, 1931)
- La rose et l'églantine, 1941 ((en) Adam and some Eves, 1931)
- Le sauvage apprivoisé, 1940 ((en) The Savage, 1931)
- La Maison d'autrefois, 1939 ((en) The House of yesterday, 1932)
- Le double piège, 1937 ((en) The Surprising marriage, 1932)
- Pourquoi pas moi ?, 1938 ((en) Introducing Terry Sloane, 1933)
- Les Chemins détournés, 1940 ((en) Love's Hazard, 1934)
- Le Ciel se voile, 1940 ((en) Storm Comes to Stay, 1935)

## Filmographie
Elle est créditée sous le pseudonyme de Concordia Merrill.
- 1917 : The Lost Chord (en) de Wilfred Noy : Joan
- 1918 : Ave Maria de Wilfred Noy : Margaret
- 1918 : My Sweetheart (en) de Meyrick Milton : Mrs. Fleeter
- 1919 : A Smart Set (en) de A. V. Bramble : Pauline